# Oスケールウェスト
Oスケールウェスト(英語：O SCALE WEST　略称：OSW)とは毎年1月末頃にアメリカ合衆国カリフォルニア州で開催される鉄道模型愛好家のイベントである。

## 概要
1991年より毎年開催されている。当初はサンフランシスコ国際空港近くのSan Mateoで開かれた。 Oゲージだけの愛好家のイベントとしては大きいものである。
この数年Sゲージも参加が認められるようになった。 アメリカだけでなく世界各地から愛好家が集まる。講演やスワップミートも開催される。
2009年には1月29日から1月30日までサンタクララのハイアットリージェンシーホテルで開催された。会場の広さは 約25,000平方フィートである。このイベントに合わせて、付近在住の愛好家のホームレイアウトも公開される。
アメリカ合衆国においては、Oゲージは根強いファン層に支えられている。しかし、その大半がライオネルを中心とするティンプレートであり、Oスケールのファンの数は横ばいである。